# Ghetma
Ghetma – gaun wikas samiti w zachodniej części Nepalu w strefie Rapti w dystrykcie Rukum. Według nepalskiego spisu powszechnego z 2001 roku liczył on 675 gospodarstw domowych i 3897 mieszkańców (1969 kobiet i 1928 mężczyzn).